# Postumio Ebuzio Helva Cornicino
Postumio Ebuzio Helva Cornicino (fl. 442 a.C.-435 a.C.) è stato un console romano.

## Consolato
Postumio Ebuzio Helva Cornicino fu eletto console a Roma nel 442 a.C. con il collega Marco Fabio Vibulano.
Fu un periodo di tranquillità per Roma, sia sul fronte interno che su quello esterno, che Tito Livio ricorda solo per lo stratagemma adottato dal Senato per restituire agli alleati ardeatini i territori precedentemente sottratti.

## Magister equitum
Postumio nel 435 a.C. fu scelto come Magister equitum dal dittatore Quinto Servilio Prisco Fidenate nella campagna contro i  Veienti e i Fidenati, alleatesi contro Roma.